# Štefan Tóth (1938)
Štefan Tóth (13. ledna 1938 – 20. srpna 2014) byl slovenský fotbalista, obránce. Je pochován v Košicích.

## Fotbalová kariéra
V československé lize hrál za Spartak Plzeň a VSS Košice. Nastoupil ve 102 ligových utkáních. Gól v lize nedal.

## Ligová bilance
| Ročník                                   | Zápasy | Góly | Klub          |
| ---------------------------------------- | ------ | ---- | ------------- |
| 1. československá fotbalová liga 1961/62 | 13     | 0    | Spartak Plzeň |
| 1. československá fotbalová liga 1962/63 | 25     | 0    | Spartak Plzeň |
| 1. československá fotbalová liga 1963/64 | 11     | 0    | VSS Košice    |
| 1. československá fotbalová liga 1964/65 | 26     | 0    | VSS Košice    |
| 1. československá fotbalová liga 1965/66 | 26     | 0    | VSS Košice    |
| 1. československá fotbalová liga 1967/68 | 1      | 0    | VSS Košice    |
| CELKEM                                   | 102    | 0    |               |